# Schleuse Horkheim
Die Schleusenanlage Horkheim in Heilbronn ist eine Kanalstaustufe. Sie besteht aus einer Doppelschleuse im Seitenkanal Horkheim. Das dazugehörende stauregelnde Stauwehr Horkheim liegt am oberen Ende des Altneckars.
Die Schleuse ist vom Rhein aus gesehen die 13. Anlage.